# Amarillo Challenger 1984
L'Amarillo Challenger 1984 è stato un torneo di tennis facente parte della categoria ATP Challenger Series nell'ambito dell'ATP Challenger Series 1984. Il torneo si è giocato a Amarillo negli Stati Uniti dal 16 al 22 gennaio 1984 su campi indoor in cemento.

## Vincitori

### Singolare
Marty Davis ha battuto in finale  Robert Seguso con il punteggio di 6–4, 6–4

### Doppio
Marty Davis /  Chris Dunk hanno battuto in finale  Mike Brunnberg /  BruceKleege con il punteggio di 6–4, 6–3